# Mr. Justice Raffles
Mr. Justice Raffles è un film muto del 1921 diretto da Gerald Ames e Gaston Quiribet. È tratto dal romanzo omonimo di E. W. Hornung del 1909, che ha per protagonista A.J. Raffles, un ladro gentiluomo.

## Produzione
Il film fu prodotto dalla Hepworth.

## Distribuzione
Distribuito dalla Hepworth, il film uscì nelle sale cinematografiche britanniche il 30 settembre 1921.
Si pensa che sia andato distrutto nel 1924 insieme a gran parte degli altri film della Hepworth. Il produttore, in gravissime difficoltà finanziarie, pensò in questo modo di poter almeno recuperare l'argento dal nitrato delle pellicole.